# Juillé (Charente)
Juillé è un comune francese di 182 abitanti situato nel dipartimento della Charente, nella regione della Nuova Aquitania.

## Società

### Evoluzione demografica
Abitanti censiti